# Etnofaulismo
Etnofaulismo (en griego: ἔθνος éthnos ‘pueblo’ y φαῦλος faulos ‘sin valor’) es un concepto acuñado por el psicólogo estadounidense Abraham Aron Roback (1944) para designar a los gentilicios xenófobos, esto es, las formas en que los miembros de un grupo humano se refieren a los miembros de otros grupos (exogrupos), especialmente cuando estos últimos son de un origen étnico diferente. Es una forma de manifestar el tribalismo.
En psicología social este concepto se aplica mayormente a etnónimos peyorativos. Todos los grupos conocidos emplean etnofaulismos, por lo que es un fenómeno universal. Los etnofaulismos sirven para diferenciar y excluir.
En el caso de España, se denominó despectivamente a los franceses como «gabachos» y a los ingleses como «guiris» aunque en gran parte de España este término es empleado para cualquier extranjero, sobre todo de otros países europeos. A los hispanoamericanos les llamaron «sudacas»; los hispanoamericanos, a su vez, llamaron a los españoles «gachupines» o «capuchines» (México), «chapetones» (Colombia) o, en Chile, «coños». Asimismo, el término «cholo» es usado como peyorativo en países de América para referirse a nacionales o extranjeros de rasgos indígenas.